# Деволски споразум
Деволски споразум (грчки: συνθήκη της Δεαβόλεως) потписан је 1108. године између Боемунда Тарентског и византијског цара Алексија Комнина. 

## Увод
Боемундова мржња према Византинцима потиче још од похода његовог оца Роберта Гвискара на Византију у којем је и он учествовао. Његов отац је умро 1085. године, а Боемунд се са остатком Нормана враћа у Италију. Тамо је провео време до Првог крсташког похода. Током похода на Јерусалим, Боемунд је отворено показивао незадовољство због присуства византијског генерала Татикија који је пред Антиохијом дезертирао по савету Боемунда. Након освајања Антиохије, Боемунд постаје њен први кнез.
Сматрајући да су ови бескрајни ратови са Турцима ипак за њега сувише безначајни, Боемунд одлази у Европу именујући Танкреда поново за регента Антиохије. Тада је до изражаја дошла сва Боемундова амбиција која у Светој Земљи није имала довољно простора да се искаже. Тамо је заговарао нови крсташки рат чији би циљ био ни мање ни више него Византија. Папа Паскал пружио му је подршку. 
Крајем 1107. године Боемунд је окупио 34 000 добровољаца и повео их у Албанију. Наравно, Алексије Комнин је одбио напад и поразио Боемунда. Због тога је Боемунд присиљен да 1108. године потпише мир.

## Споразум
Споразум је потписан у Деволу, јужна Македонија. Према одредбама Деволског споразума, Боемундова кнежевина Антиохија постаје вазална држава Византијског царства. Боемунд је присиљен да у западном стилу положи цару Алексију вазалну заклетву. То га је потпуно сломило. Био је то крај једног сна, а и његов лични. Умро је 3. марта 1111. године у Апулији.
Регент кнежевине Антиохије, а после Балдуинове смрти и принц Антиохије Танкред Галилејски није прихватао одредбе Деволског споразума. Међутим, овај споразум је значајан по томе што је од Византије привремено отклонио норманску претњу.